# Задунаевский
Задунаевский  — хутор в Шовгеновском муниципальном районе Республики Адыгея России. Входит в состав Заревского сельского поселения.

## География
Стоит на реке Улька.
Улица одна — Широкая, являющая осевой доминантой селения.

## Население
| 2002 | 2010 | 2013 | 2014 | 2015 | 2016 | 2017 |
| ---- | ---- | ---- | ---- | ---- | ---- | ---- |
| 45   | ↘38  | ↘36  | ↗39  | ↘37  | →37  | ↗38  |
| 2018 | 2019 | 2020 | 2021 | 2023 | 2024 |      |
| →38  | ↗39  | →39  | ↗45  | ↘42  | →42  |      |

## Инфраструктура
Личное подсобное хозяйство с зоной сельскохозяйственного использования, индивидуальная застройка усадебного типа.
Основа экономики — сельское хозяйство.

## Транспорт
Хутор доступен автотранспортом.  